# Samia Halaby
Samia A. Halaby (Jerusalén, 1936) es una artista visual, activista, educadora y académica palestino-estadounidense. Desde que comenzó su carrera artística a finales de la década de 1950, ha expuesto en museos, galerías y ferias de arte en toda Europa, Asia y América del Norte y del Sur. Puede encontrarse parte de su obra tanto en colecciones públicas como privadas de todo el mundo, como por ejemplo en el Museo Solomon R. Guggenheim (Nueva York), el Instituto del Mundo Árabe (París) y el Museo Palestino (Birzeit).
Se formó académicamente en el medio oeste de los Estados Unidos, obtuvo un título en Diseño por la Universidad de Cincinnati, un máster de Pintura por la Universidad Estatal de Míchigan y un máster en Bellas Artes por la Universidad de Indiana, y trabajó en el mundo académico estadounidense, enseñando arte en la universidad durante más de 20 años, de los cuales pasó una década como profesora asociada en la Escuela de Arte de la Universidad Yale (1972-1982), siendo la primera mujer en ocupar el puesto de profesora asociada de la misma. También enseñó en la Universidad de Hawái, la Universidad de Indiana, la Cooper Union, la Universidad de Míchigan y el Instituto de Arte de Kansas City.
Halaby, que reside en Nueva York desde la década de 1970, ha estado muy activa en la escena artística de la ciudad, principalmente a través de espacios de arte independientes y sin fines de lucro e iniciativas dirigidas por artistas. Además, ha participado en diversas causas promovidas por movimientos de izquierdas. Ha sido activista durante mucho tiempo y en 2019 fundó la Fundación Samia A. Halaby para apoyar los movimientos de liberación de la clase trabajadora y palestina.

## Biografía
Halaby nació en Jerusalén en 1936, durante el Mandato británico de Palestina. Es hija de Asaad Halaby y Foutonie Atallah Halaby. Su padre había quedado huérfano y desde muy joven tuvo que asumir la responsabilidad económica de sustentar a sus hermanos. Comenzó el primer servicio de taxis en Jerusalén a principios del siglo XX y llegó a ser director de Lind & Halaby Ltd., que era un distribuidor de Goodyear Tire and Rubber Company en el protectorado. Su madre había sido educada en la Escuela de los Amigos en Ramallah. Se la conocía como "la enciclopedia de la familia". Tiene dos hermanos mayores, el Dr. Sami y el Dr. Fouad Halaby, y una hermana menor, la Dra. Nahida Halaby.
Halaby conserva vívidos recuerdos visuales de su vida en Palestina, especialmente de los árboles y las hojas del jardín de su abuela Maryam Atallah en Jerusalén. Cuando era niña, experimentaba colores y formas sinestésicas que correlacionaban con algunos miembros de la familia: Su hermana era una iridiscente redonda y de color amarillo/blanco; ella era un ferrocarril lateral rojo metálico oscuro. En 1948, Halaby y su familia tuvieron que huir de su hogar en la ciudad portuaria de Yafa (Jaffa) como resultado de la creación del Estado de Israel. Ella tenía 11 años. Su familia huyó al Líbano y residieron en Beirut hasta 1951, estableciéndose finalmente en Cincinnati, Ohio.

## Estilo de pintura
Halaby trabaja principalmente en abstracción, pero también ha utilizado un estilo documental de dibujo figurativo en obras de orientación más política, como su serie Kafr Qasm. Ha diseñado docenas de carteles y pancartas políticas para diversas causas contra la guerra y aparece en la publicación The Design of Dissent. El desarrollo de su trabajo a lo largo de los últimos cincuenta años ha estado estrechamente relacionado con la localización de los numerosos principios de abstracción en la naturaleza a través de un enfoque materialista. Creó varias de sus pinturas basándose en los métodos y formas de ciertas aplicaciones históricas de la abstracción, como las de los constructivistas rusos, y en ejemplos de las artes tradicionales árabes y la arquitectura islámica. La cultura visual de Palestina y su entorno natural también figuran en sus pinturas, al igual que el dinamismo de la ciudad de Nueva York, tal como se experimenta en las imágenes de personas en movimiento y sus calles concurridas.
Su aproximación a la abstracción abarca desde obras que exploran las propiedades visuales de la naturaleza muerta geométrica, hasta pinturas de forma libre en forma de piezas de lienzo unidas para crear abstracciones más grandes libres del estiramiento. En 2020, su producción estaba compuesta de más de 3 000 obras, entre pinturas, medios digitales, esculturas colgantes tridimensionales, libros de artista, dibujos y grabados de artista de edición limitada.
Tras retirarse de la docencia, comenzó a experimentar con formas de arte electrónico, aprendiendo por sí misma cómo programar los lenguajes Basic y C en una computadora Amiga y más tarde en un PC. Para crear programas que permitieran a los espectadores presenciar el proceso de pintura computarizada en vivo, contó con la ayuda de músicos para realizar presentaciones de arte cinético inspiradas en sesiones de improvisación. Su "Grupo de Pintura Cinética" realizó una extensa gira a finales de los años 1990 y sus obras en vídeo siguen exhibiéndose en todo el mundo.

### Color abstracto (1963-1965)

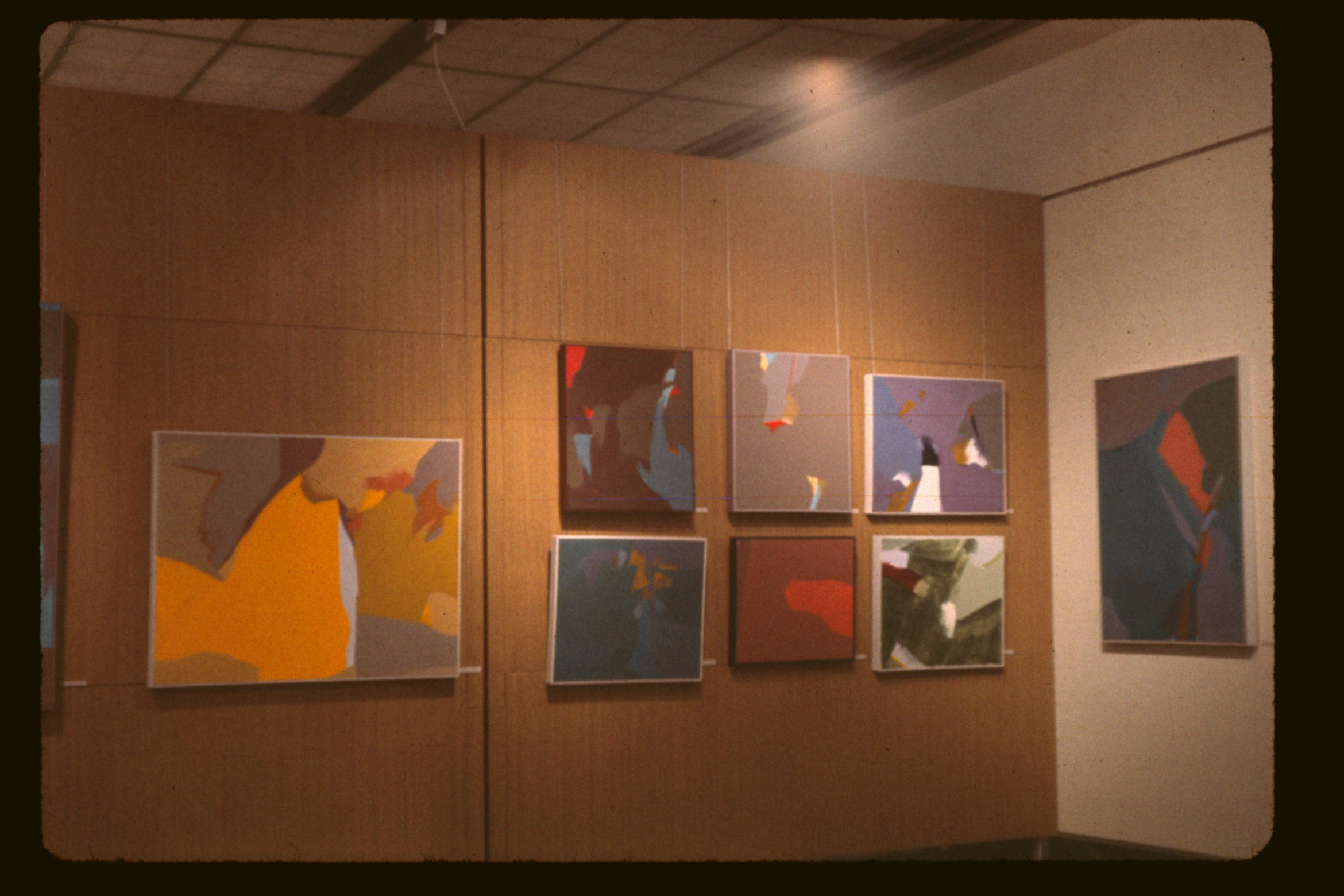
Exposición de graduados de la Universidad de Indiana, 1963

Durante sus últimos días como estudiante y un período inmediatamente posterior, el enfoque de la pintura de Halaby se caracterizaba por el color plano; en estas obras, las relaciones de luminosidad y contraste simultáneo se inspiraban en los minimalistas y en el trabajo de Josef Albers y su libro Interaction of Color (Interacción del color). En términos de forma, la obra dependía esencialmente de las superficies rectangulares de la vida humana, ya fueran paredes, ventanas, papel de escribir, pisos, tarjetas o tejidos suavemente colgados. La variedad de escala y ubicación fue claramente una abstracción de las formas de examinar el mundo que vemos. Durante ese breve lapso, dejó Bloomington para enseñar en Honolulu en la Universidad de Hawái, mudándose posteriormente a Kansas City para enseñar en el Instituto de Arte de Kansas City, en el que fue su segundo puesto como docente.

### Naturaleza muerta geométrica (1966-1970)
Después de 1965, se apoderó de ella una inquietud científica sobre cómo observamos e interpretamos lo que vemos. Ella escribió: "Empecé a sentir que debía tener un nuevo comienzo de cero y borrar a mis maestros y mi pasado de mis pensamientos". En este punto, Halaby se basaba en lo que veía en los museos y en su conocimiento de la historia del arte para desarrollar su nueva forma de pensar. Examinó a Rembrandt y su uso de la luz y el color en los retratos, y quedó particularmente impresionada con la colección de viejos maestros del Museo de Kansas City. Tras una exploración prolongada y frustrante, una pequeña naranja en el alféizar de una ventana captó la atención de Halaby y así comenzó su nueva serie. Esta inspiración se puede atribuir a la pintura Virgen con el Niño en un interior doméstico (c. 1467-69) del maestro flamenco Petrus Christus de la colección de la Galería de Arte Nelson-Atkins en Kansas City. En aquel entonces, Halaby enseñaba en el Instituto de Arte de Kansas City y dirigía un programa experimental para estudiantes de primer año.
Al describir más tarde su interés por escribir, Halaby cuenta que volvió al museo para examinar cómo los artistas trataban históricamente los bordes. Gracias a su exhaustiva formación en la Universidad de Cincinnati, entendió los fallos de la perspectiva. Quería saber exactamente qué es lo que vemos cuando nuestro ojo recorre la superficie de un objeto esférico o cilíndrico, llega al borde y luego salta a un fondo lejano. Al no encontrar respuestas, se dio cuenta de que la forma en que vemos es fruto de nuestra educación. A lo largo de milenios, los artistas han contribuido con una multitud de pequeños descubrimientos que crearon el monumento de la cultura visual que nos enseña a ver, lo que Halaby llama "conjugación visual". Esto se convirtió en un desafío importante, ya que insistía en que la pintura debía ser exploración, no performance.

### Hélices y cicloides(1971-1975)

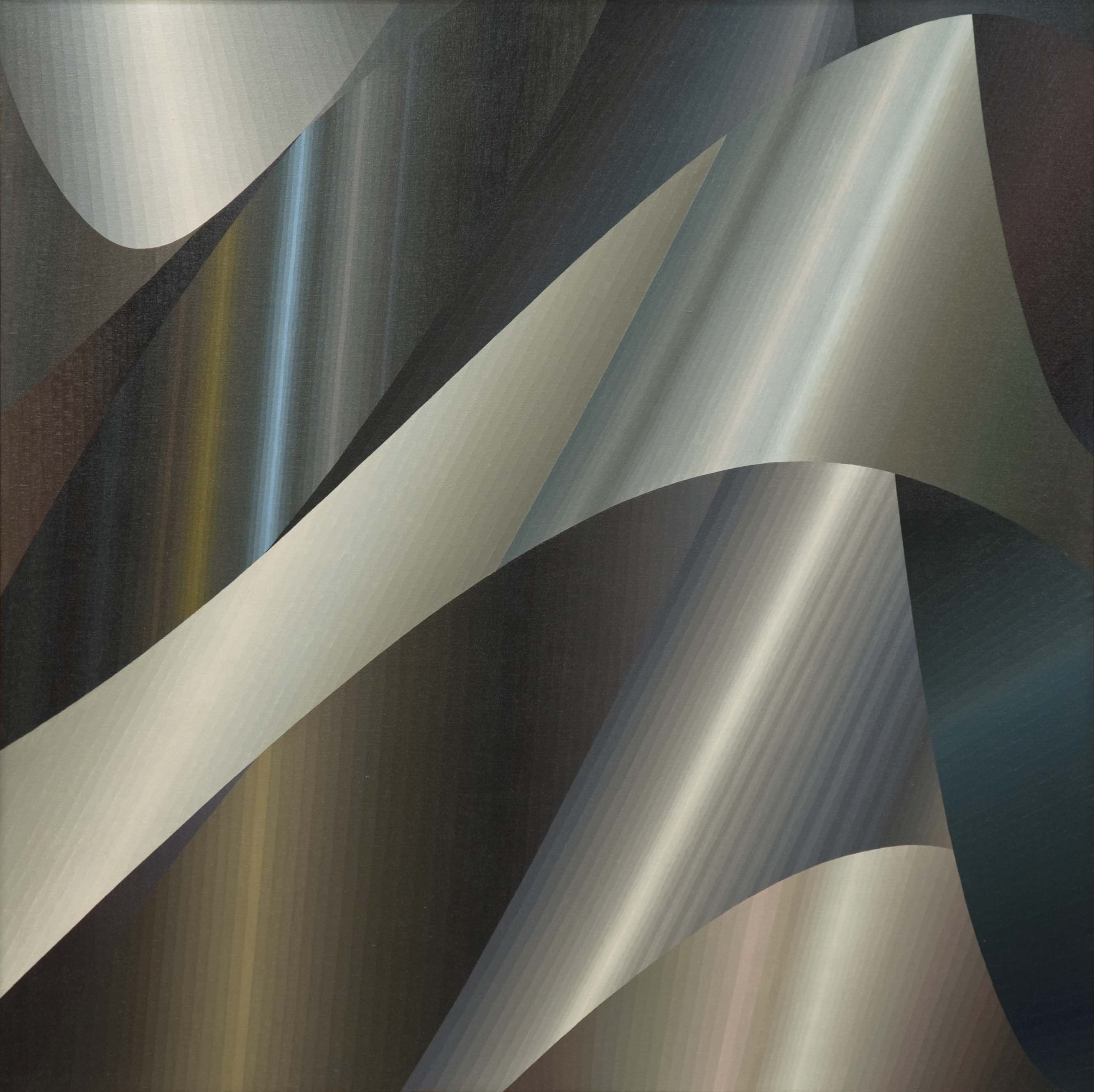
Ondas de corte, 1973

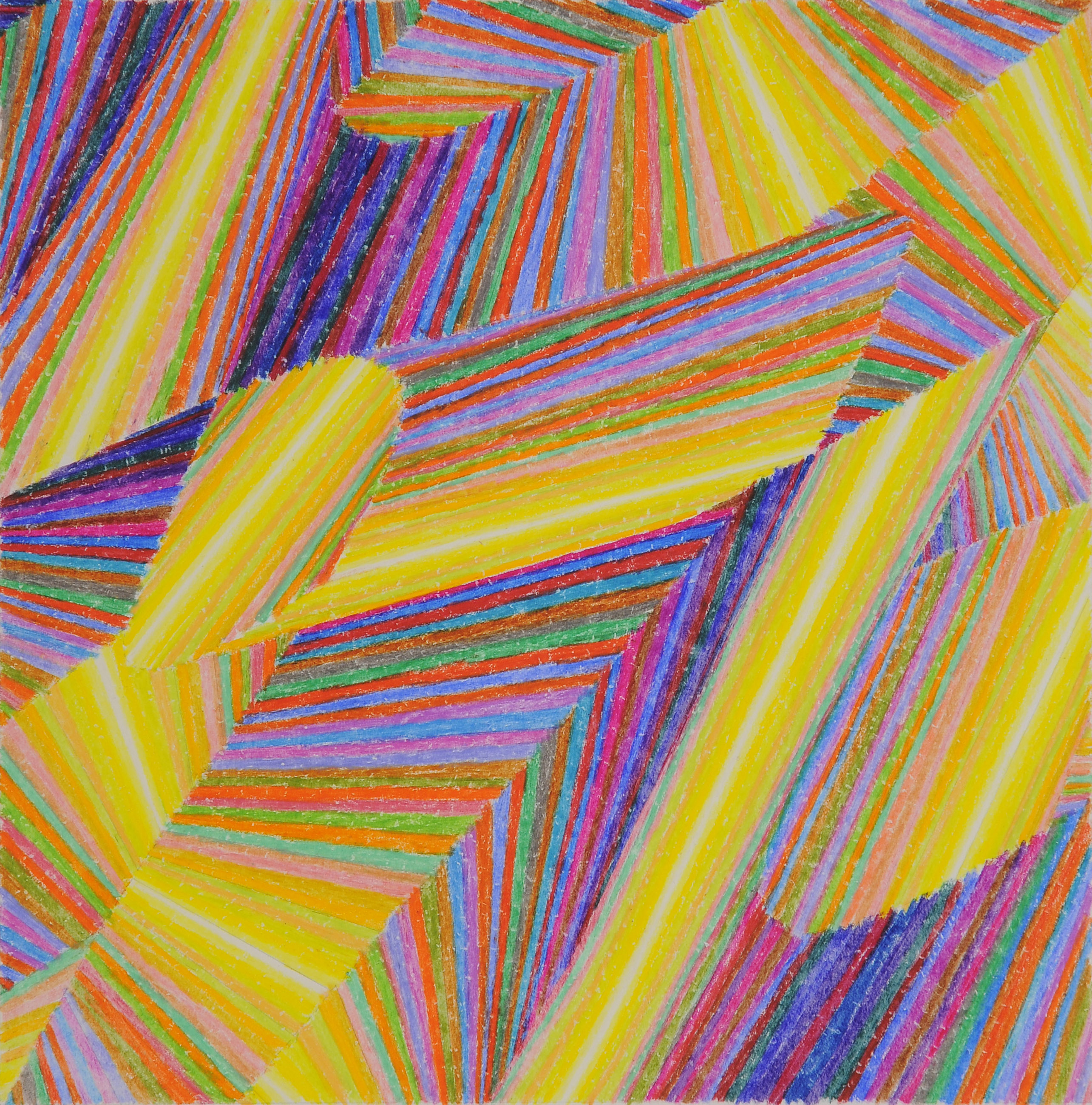
Dibujo helicoidal, 1972

Como la serie de naturalezas muertas geométricas había satisfecho su curiosidad, se encontró en un punto crítico en su camino artístico. Sentía que podía explorar una de dos direcciones: o centrarse en el individuo y en sí misma o en la vida exterior. Probó la primera vía haciendo un retrato de una amiga, pero rápidamente decidió adoptar la segunda. Interpretaba la idea de la vida fuera del yo como una pintura que expande su contenido fuera del marco.
Como punto de referencia, Halaby había comprado varios libros de segunda mano sobre geometría, algunos de ellos dedicados a la instalación de tuberías. Un libro que mostraba cómo cortar formas planas que podían formar accesorios de tuberías tridimensionales complejos la llevó a fascinarse por el trazado de curvas helicoidales y, más tarde, cicloides. Halaby trazaba estas curvas en grandes hojas de papel cuadriculado y luego seleccionaba secciones para pintar.
Mientras estaba en medio de la serie helicoidal, fue contratada en la Universidad de Yale en busca de una titularidad/puesto fijo. Se mudó a New Haven, Connecticut, y alquiló un estudio en el centro de la ciudad, donde completó sus series Helicoidal y Cicloidal.

### Vuelo en diagonal(1974-1979)
Mientras enseñaba en la Escuela de Arte de Yale, Halaby trabajó en la nueva serie Diagonal Flight - Vuelo en diagonal. El título se le había ocurrido mientras veía a unos niños jugar con los brazos extendidos mientras corrían, haciendo ruidos de motores y fingiendo ser aviones. Se había estado preguntando hacia qué dirección deberían inclinarse los horizontes diagonales de sus nuevas pinturas. Los niños, siendo en su mayoría diestros, inclinaron su simulado vuelo hacia la derecha. Decidió inmediatamente seguir sus hábitos naturales.
Aunque todavía consciente del compromiso de perseguir la idea de conjugación que emana de las naturalezas muertas geométricas, Halaby estaba poniendo a prueba la irracionalidad de la perspectiva y el sombreado al crear un espacio sombreado con precisión que no podemos leer de acuerdo con nuestras habilidades "educadas". ¿Cómo verían los espectadores un cilindro cuidadosamente sombreado si se extendiera fuera del perímetro de la pintura en ambos extremos? La información sobre la profundidad del cilindro estaría proporcionada de forma tan concreta por los extremos circulares que no sería visible. El resultado fue que la escala se volvió relativa y el espacio de las pinturas podía leerse fácilmente como horizontes de colores variados como los que se podrían ver desde la ventana de un avión. La geometría y la convergencia de medidas continuaron dominando sus pensamientos.

### La Cúpula de la Roca(1980-1982)
En 1979, sintió que había llegado al final de la serie Diagonal Flight - Vuelo en diagonal. En lugar de experimentar con nuevas direcciones, dejó de pintar por completo durante un corto período y luego pintó profusamente, aunque posteriormente destruyó toda la obra que produjo en ese momento. Fue un punto crucial e importante de su carrera en el que pasó a la segunda gran fase de su vida artística: la de la abstracción. En esencia, explica Halaby, se trataba básicamente de una continuación de la misma visión pero con la adición de la cuarta dimensión del tiempo.
Finalmente, la serie Cúpula de la Roca se inspiró en una visita a Jerusalén en 1966. Líneas diagonales de cuarenta y cinco grados emanan de las esquinas, mientras que las puntas de los diamantes comienzan y terminan en ubicaciones medidas en el perímetro. A ello le añadió cilindros y texturas inspiradas en el arte árabe con incrustaciones.

### Hojas de otoño y manzanas de la ciudad(1982-1983)

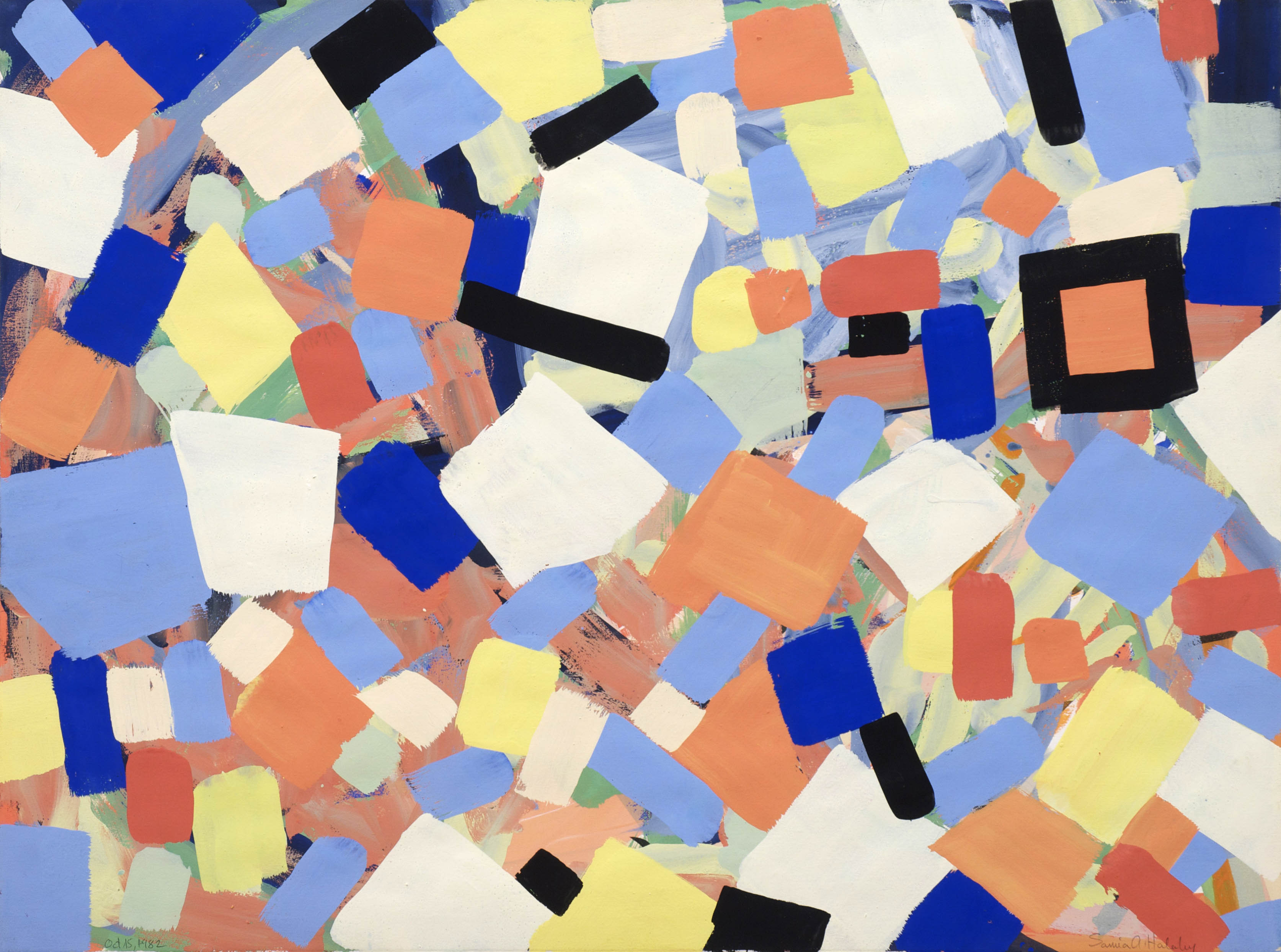
Todo azul, 1982

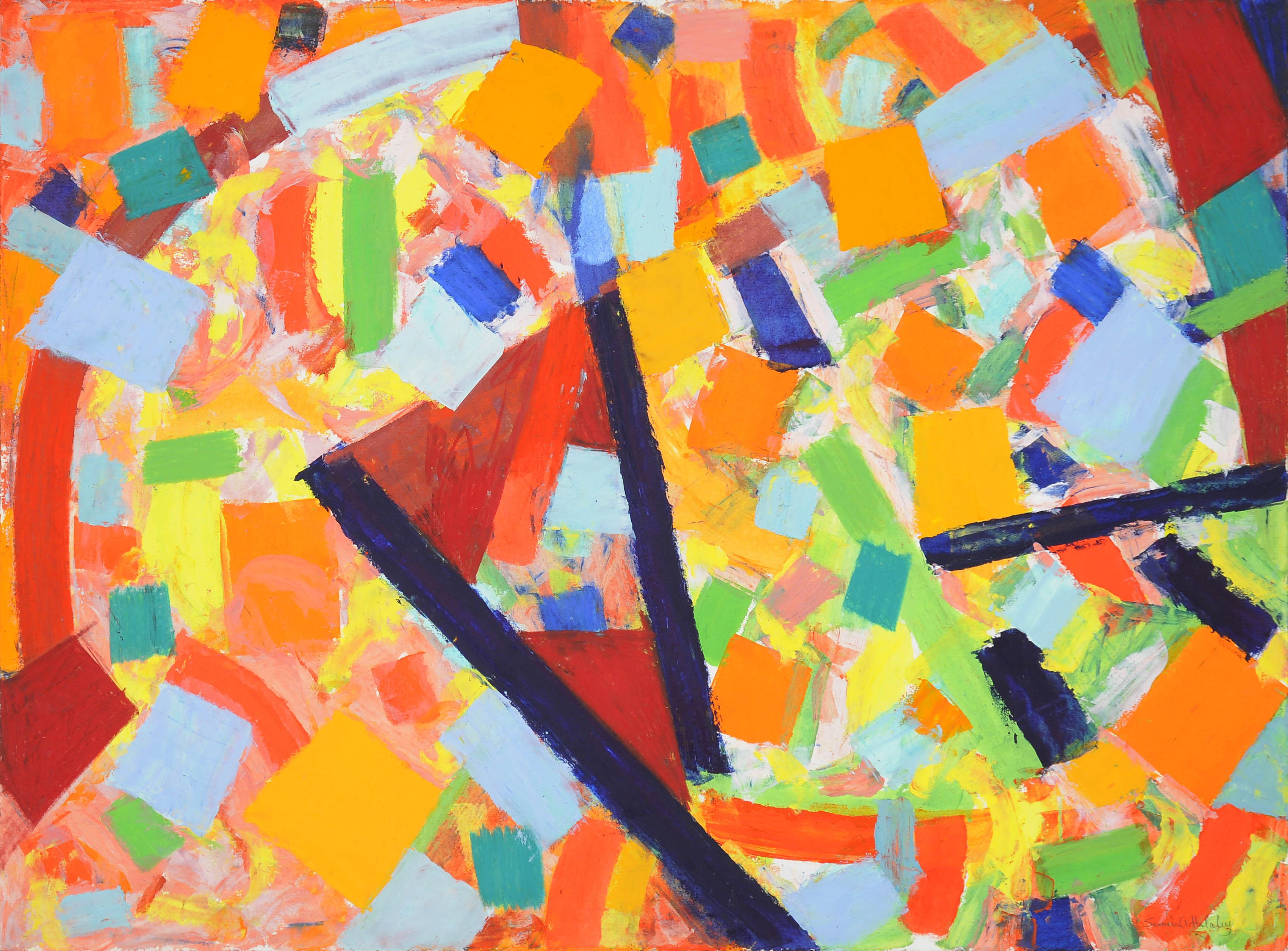
Saltando en el viñedo, 1982

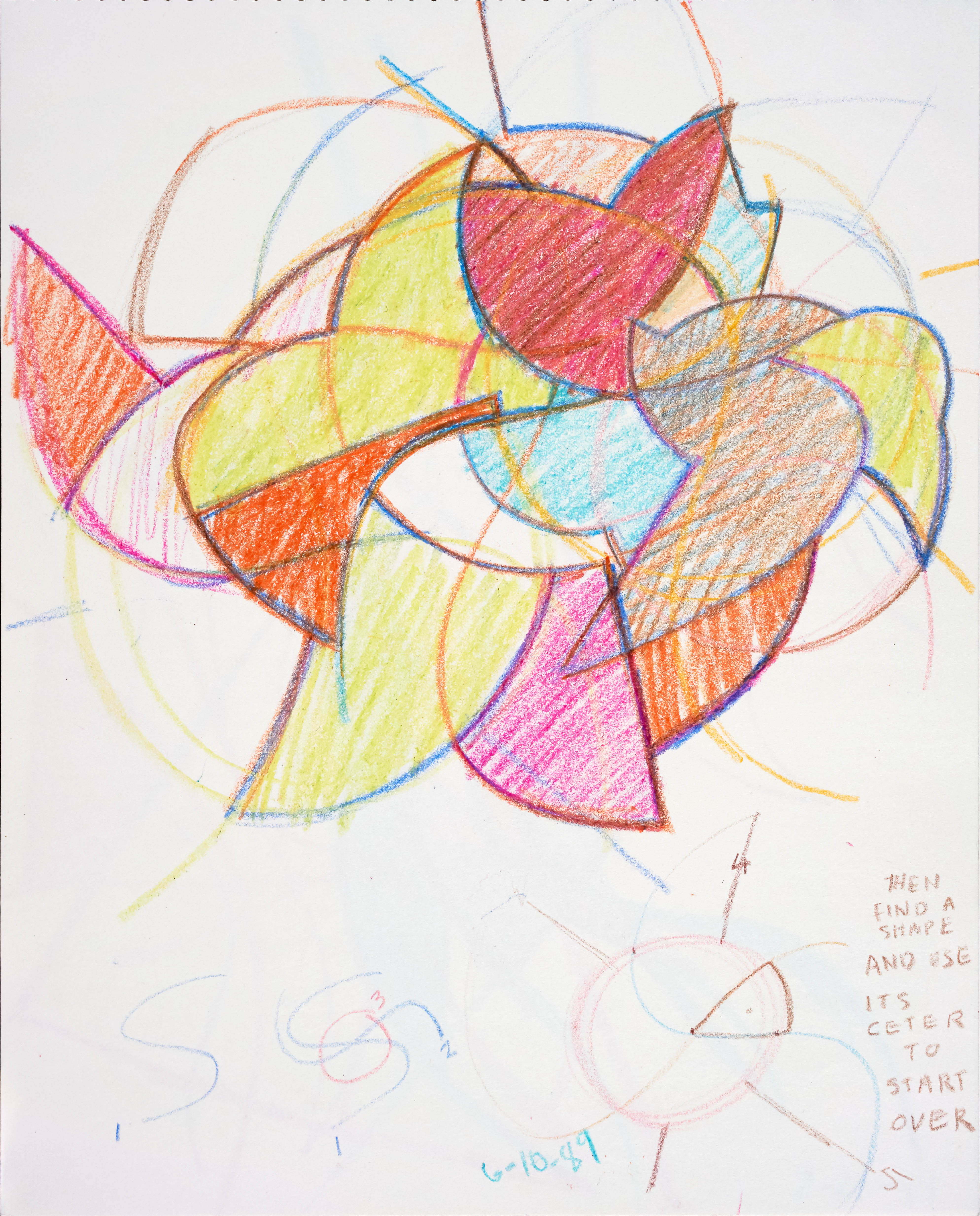
Página de cuaderno de bocetos de 1989

Otra serie corta basada en sus investigaciones de varios años antes es Hojas de Otoño y Bloques de Ciudad. Su enfoque en las células entre las venas de las hojas de otoño y su similitud con los bloques de la ciudad que conocía en Nueva York conectados entre sí formaron la base de esta serie. En esa época, Halaby vivía en Nueva York y viajaba a New Haven para enseñar en la Escuela de Arte de Yale.
Observó que la construcción humana estaba dominada por el ángulo recto, pero que en el crecimiento de las autopistas y los bloques de ciudades esos rectángulos a menudo se veían perturbados y, por lo tanto, truncados por las necesidades impuestas por las formaciones naturales del terreno. Se parecían a las células entre las venas de una hoja de arce. Las formas en que los puentes cruzaban los ríos en ángulos rectos y luego se doblaban según la formación del terreno también fueron parte de la inspiración. Determinó que sus pinturas, para ser tan bellas como la naturaleza, tenían que crecer de acuerdo con principios extraídos de la propia naturaleza. Lo que hace única a esta serie es que se basa en el proceso de crecimiento que ella observó en la naturaleza.

### Formas y centros de energía en crecimiento (1984-1992)
Las ideas relacionadas con la imitación de los principios del crecimiento dominaron su creatividad durante la década de 1980. Comenzó a permitir que las líneas y las formas se cambiaran activamente entre sí. Una forma que es interseccionada por una línea podría dividirse en dos. Una línea que recibía una forma podía reflejarse en el contorno de la forma. El color, la composición y el perímetro de la pintura participaban en este proceso de crecimiento. Halaby estaba empezando a encontrar su camino a través de una nueva forma de ver y una nueva forma de hacer abstracción, una que imitaba los principios de la naturaleza, en lugar de no su apariencia. Su obra se hizo más evidente en gestos de movimiento libre y en una ejecución generalmente más intuitiva, mientras que sus ideas permanecían fuertemente estructuradas.

### Pintura cinética (1983-1995)
Fascinada por la informática desde sus días como estudiante de posgrado en la Universidad de Indiana, Halaby comenzó a centrarse en la relación del arte con la tecnología de su tiempo. Después de abandonar la docencia,  comenzó a experimentar con formas de arte electrónico durante la década de 1980, aprendiendo por sí misma a programar los lenguajes Basic y C. Los resultados fueron programas cortos que funcionaban solos con imágenes abstractas en movimiento y con sonido, que ella llamaba pinturas cinéticas.

Unos años más tarde, a principios de la década de 1990, comenzó a programar en un PC, convirtiendo el teclado en un piano de pintura abstracta. Este programa también se llamó Pintura Cinética y no fue publicado sino que permaneció como su herramienta privada. La usó para actuar en vivo con músicos. El músico multipercusionista Kevin Nathaniel Hylton se convirtió en su principal colaborador durante el proceso de interpretación pública utilizando su programa. Con el músico Hasan Bakr formaron el Kinetic Painting Group y actuaron en numerosos lugares fuera de Broadway, a menudo acompañados por otros músicos.

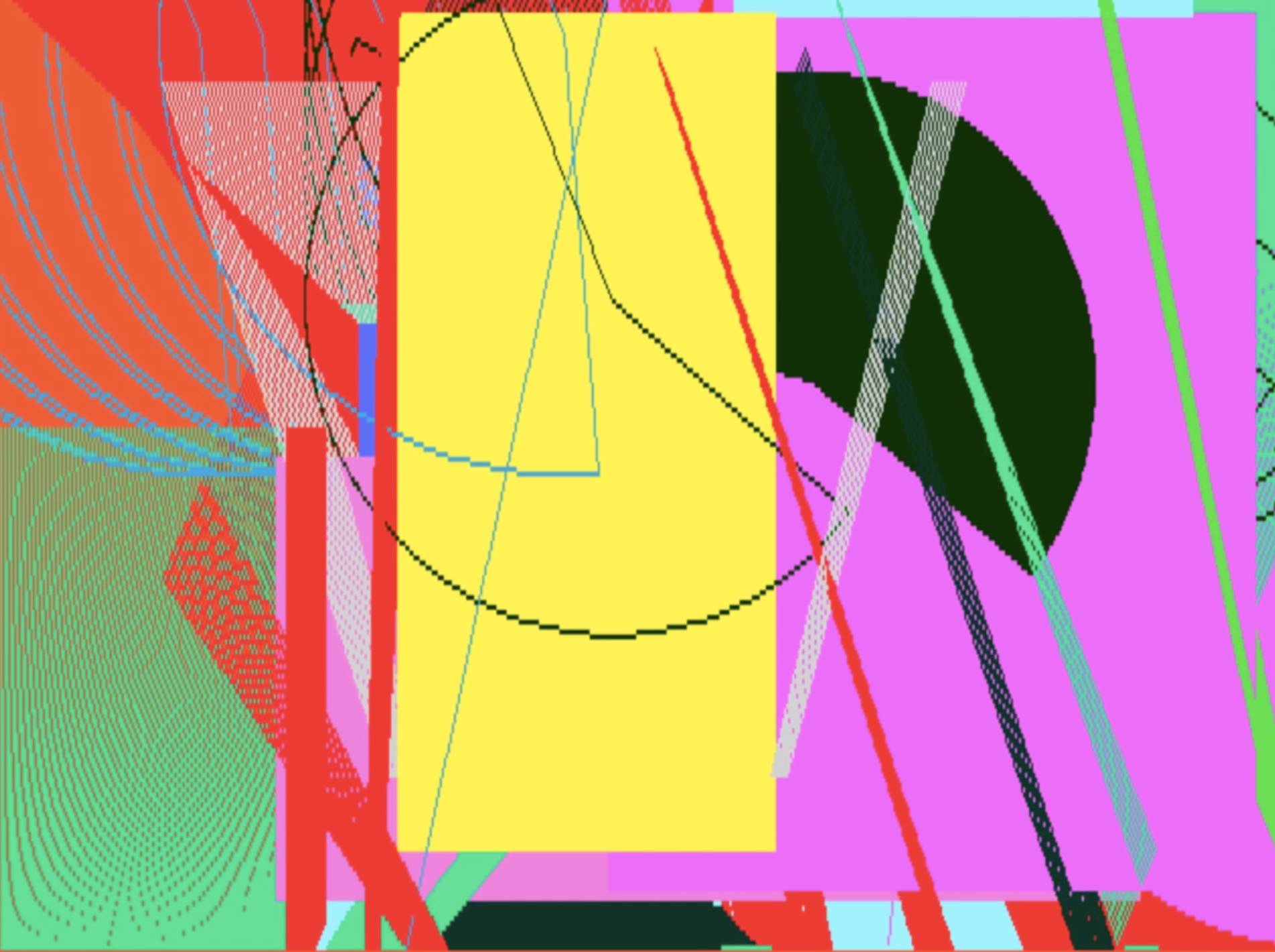
Fotografía de Constructivista, 1987
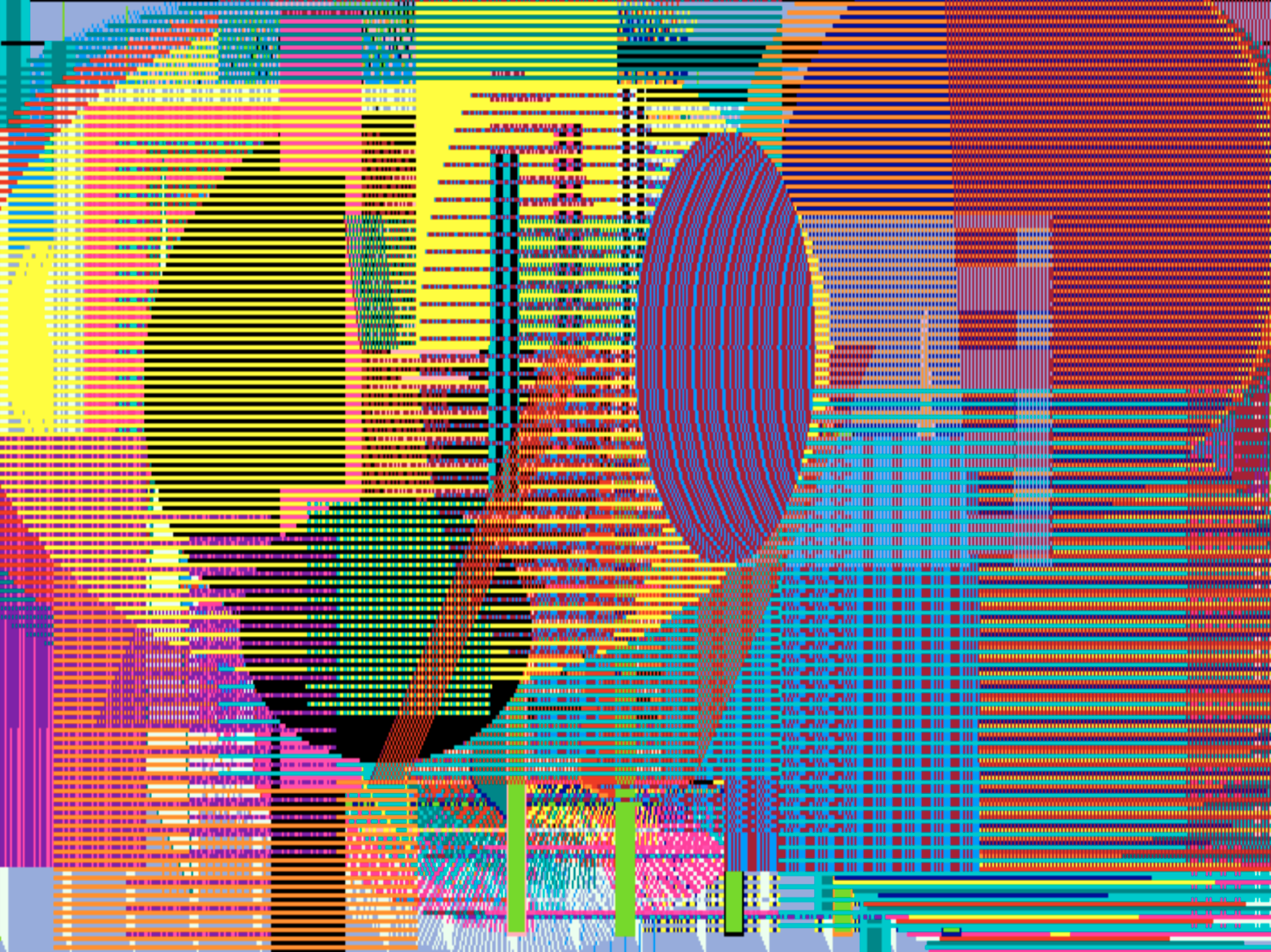
Fotografía de lrw0, 1987
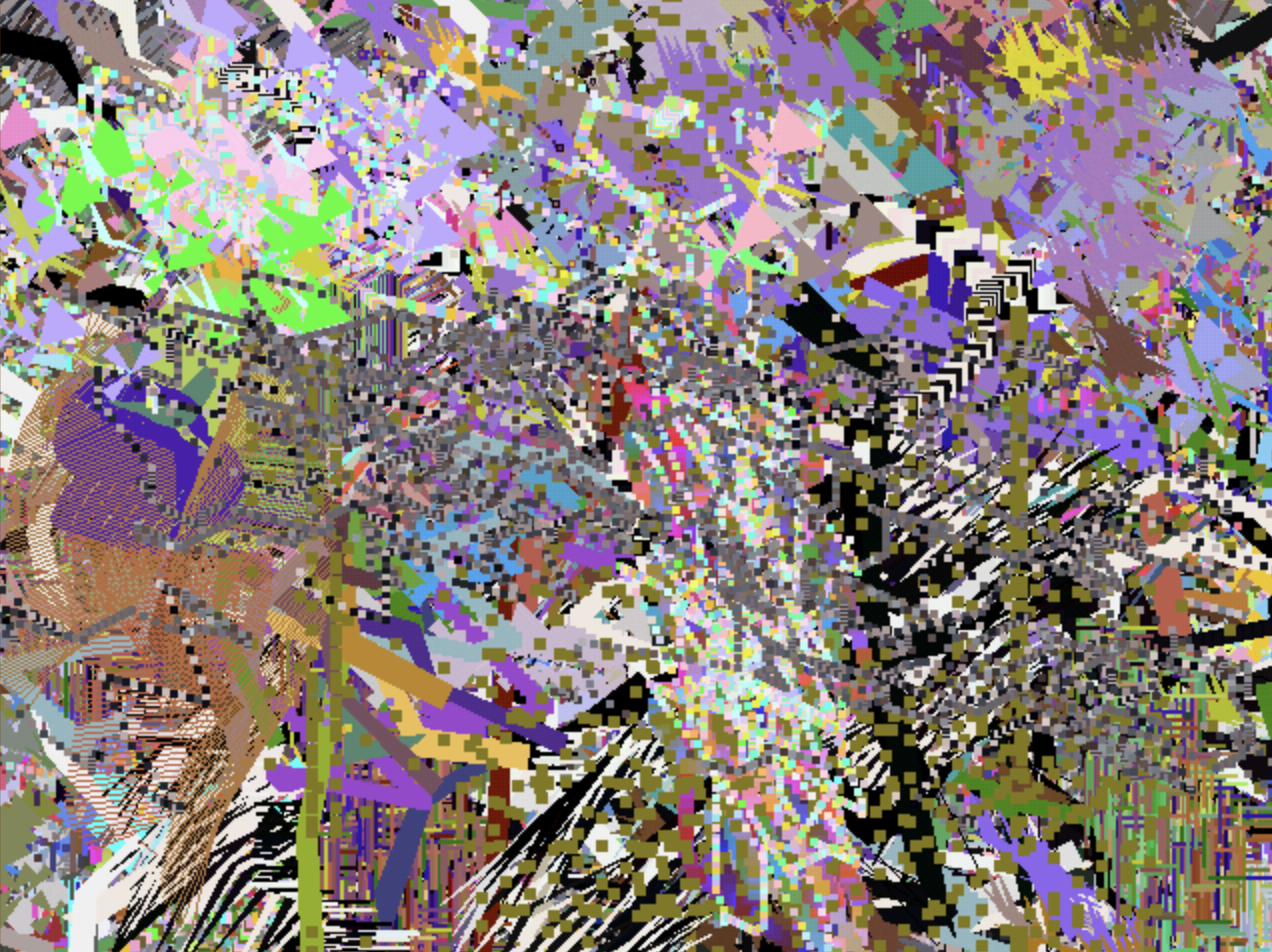
Fotografía de Derivación, 1994
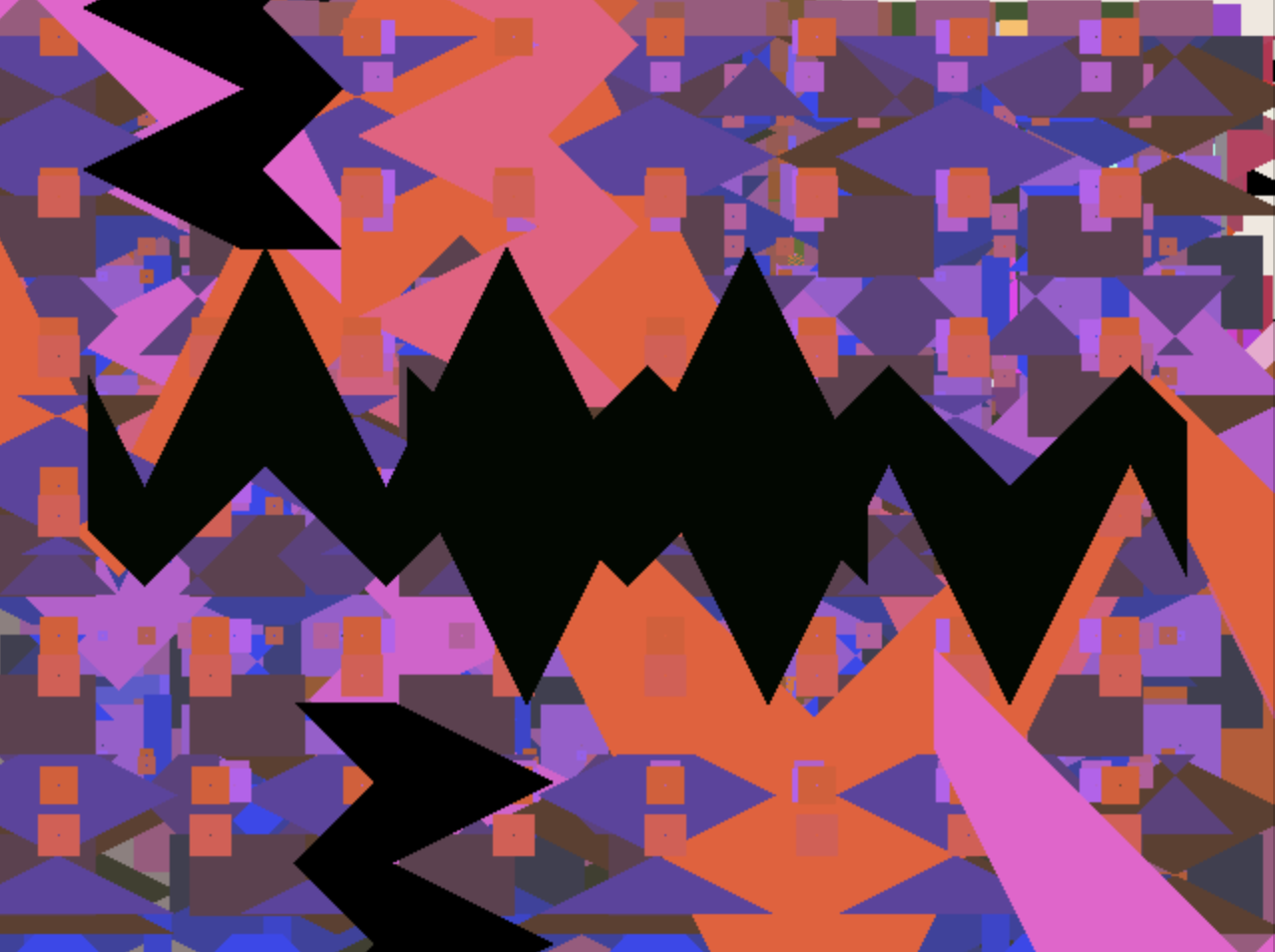
Fotografía de Ritmos, 1994

### Abstracción pictórica (1991-2000)

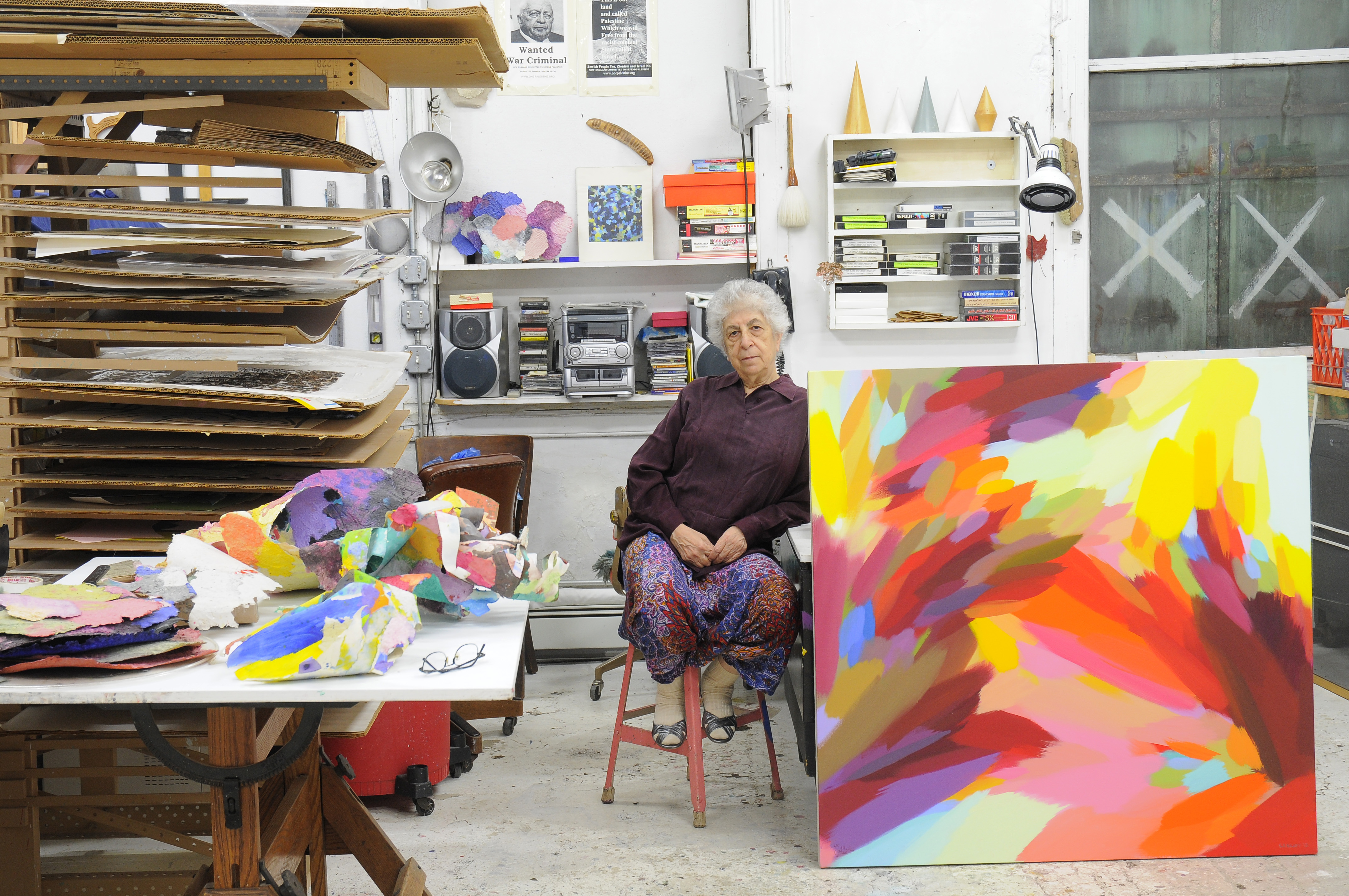
Halaby en su estudio, 2016

A principios de 1990, revisó toda su obra y concluyó que era hora de crear espacio en la pintura, basándose únicamente en las marcas de pincel como bloques de construcción de la obra. A principios de la década de 1980 había eliminado el sombreado y la perspectiva; esta vez eliminó la forma. Permitir únicamente la distribución de marcas de pincel de diferentes tamaños y colores para crear el espacio sin referencia a imágenes fue a la vez difícil y generativo.
Comenzaron a surgir nuevas referencias sobre cómo vemos. Halaby hablaba a menudo de cómo nuestros ojos cambian el enfoque de un lugar a otro mientras caminamos y examinamos nuestro entorno. Así, el tema de la pintura se convirtió en cómo miramos y no en lo que miramos. Cuando los espectadores observan la distribución de las marcas del pincel en una pintura, reconocen sus propios hábitos de mirar el mundo y, de maneras que no están del todo claras, surge una experiencia de espacio relativo en una pintura abstracta.

### Libre de la camilla(2000-2008)
En su larga y fértil carrera, Halaby siempre ha mantenido el plano de la imagen y su perímetro en el foco como elementos compositivos principales. Con el nuevo milenio empieza a contemplar su eliminación. El resultado fue una serie de obras sin bastidor. Los trozos de lienzo previamente pintados eran cortados y reformados mediante costura. Aplicaba pintura tanto antes como después del corte y en ambos lados de los fragmentos de lienzo. Las piezas individuales a menudo eran tratadas como pinturas en sí mismas. Mientras juntaba las piezas, a menudo se sentía inspirada por la belleza de cómo las hojas se construyen para formar magníficos árboles.

#### Jardines colgantes
Hanging Gardens o Jardines Colgantes, surgió de la pintura "sin bastidor" de Halaby, en la que cortaba partes del lienzo pintado y las recombinaba. En este caso, la necesidad de unir las piezas la llevó a coserlas. Los métodos de unión de piezas consecutivas dieron lugar a la sensación de que las hojas y las ramas de los árboles crecían. "Estaba tan inmersa en esta exploración estética que me sentía como si estuviera haciendo árboles que no me di cuenta de que el principio más importante del cultivo de árboles se contradice con mis suaves puntadas colgantes. De ahí surgió la idea de los jardines colgantes".

### Búsqueda intuitiva (de 2008 en adelante)
Cuando comenzó a trabajar con la galería Ayyam, Halaby empezó a confiar en su intuición, intentando explotar la totalidad de su experiencia sin exigir que el crecimiento fuera un proceso conocido o una exploración planificada. Los ecos de todo lo que había aprendido en su largo viaje aparecían en lienzos de mayor tamaño de que los que había hecho hasta entonces. Durante este período realizó al menos diez obras de tamaño mural. Son una rica efusión en forma abstracta pura que aprovecha la belleza de la naturaleza y de la construcción de la humanidad.
En 2024, Halaby tenía programada su primera retrospectiva en Estados Unidos en el Museo de Arte Eskenazi de la Universidad de Indiana Bloomington, pero la muestra se canceló en diciembre de 2023. La Universidad hizo referencia a "preocupaciones de seguridad" como motivo para cancelar su espectáculo. Halaby en cambio creía, según la misma fuente, que el motivo de la cancelación de su programa había sido el de suprimir las voces palestinas durante la guerra entre Israel y Hamás (2023-2024).
Este mismo año, su obra fue exhibida por primera vez en la 60.ª Bienal de Venecia.

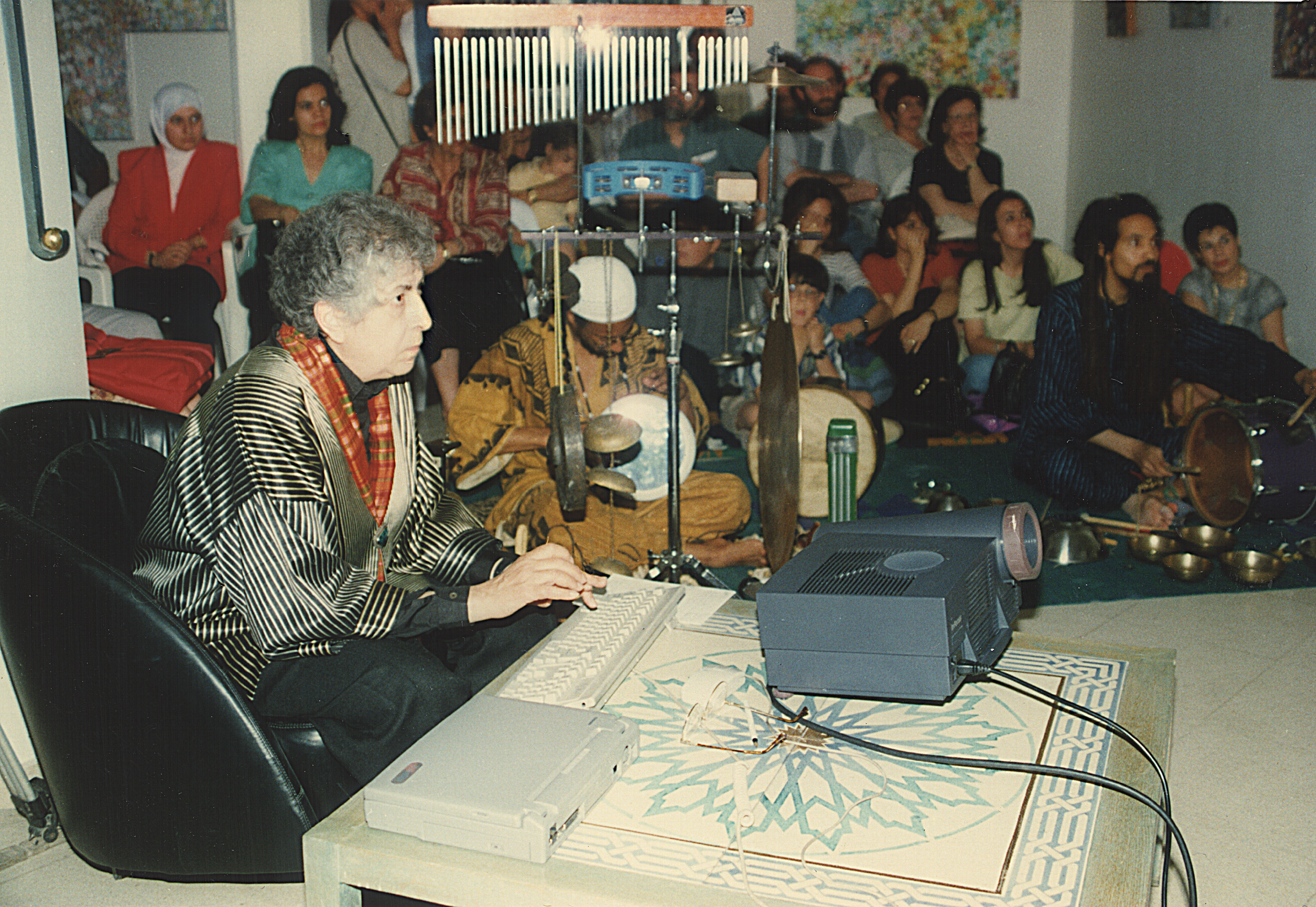
Halaby y el grupo de pintura cinética en una actuación en la galería Mona Atassi de Siria, 1997